# Direttore sportivo
Il direttore sportivo, detto brevemente DS, è la figura professionale che dirige una compagine sportiva, decidendone gli assetti, le strategie e gli obiettivi. Generalmente, negli sport individuali, il direttore sportivo è anche incaricato di decidere l'impiego degli atleti e la tattica di gara mentre, negli sport di squadra, tali incarichi specifici vengono svolti da un allenatore.

## Calcio
Secondo la Federazione Italiana Giuoco Calcio, un direttore sportivo è «la persona fisica, che, anche in conformità con il Manuale UEFA per l'ottenimento delle licenze, svolge per conto delle Società Sportive professionistiche, attività concernenti l'assetto organizzativo e/o amministrativo della Società, ivi compresa espressamente la gestione dei rapporti anche contrattuali fra società e calciatori o tecnici e la conduzione di trattative con altre Società Sportive, aventi ad oggetto il trasferimento di calciatori, la stipulazione delle cessioni dei contratti e il tesseramento dei tecnici, secondo le norme dettate dall'ordinamento della F.I.G.C.».
Dave Bassett, direttore sportivo inglese, l'ha così definito:
(Dave Bassett)

## Ciclismo
Nel contesto del ciclismo, il termine "direttore sportivo" (di diretta derivazione dal francese directeur sportif) viene ad assumere un significato assai diverso da quello comunemente adoperato nella maggior parte degli sport di squadra, indicando la tipica figura preposta alla direzione e all'assistenza di una squadra durante una corsa. In particolar modo nel ciclismo su strada professionistico, egli segue la squadra da un'auto (detta "ammiraglia") e comunica con i suoi corridori nel corso della gara, principalmente impartendo loro indicazioni strategiche o fornendo assistenza (tecnica o sanitaria di primo soccorso) nei casi di necessità: a tal fine, è spesso coadiuvato da un meccanico, il quale ultimo si occupa della concreta riparazione o sostituzione delle bici, delle ruote o di altri componenti di queste.